# Лодзинский уезд
Лодзинский уезд — административная единица в составе Петроковской губернии Российской империи, существовавшая c 1837 года по 1919 год. Административный центр — город Лодзь.

## История
Уезд образован в 1837 году в составе Мазовецкой губерний. С 1844 года — в составе Варшавской губернии, с 1867 года — во вновь образованной Петроковской губернии. В 1919 году преобразован в Лодзинский повят Лодзинского воеводства Польши.

## Население
По переписи 1897 года население уезда составляло 430 305 человек, в том числе в городе Лодзь — 314 020 жит., в безуездном городе Згерж — 19 108 жит.

### Национальный состав
Национальный состав по переписи 1897 года:
- поляки — 222 674 чел. (51,7 %),
- евреи — 101 192 чел. (23,5 %),
- немцы — 97 416 чел. (22,6 %),
- русские — 7273 чел. (1,7 %),

## Административное деление
В 1913 году в состав уезда входило 20 гмин: 
| - Бабице — пос. Казимерж, - Белдов — д. Белдов, - Бройце — с. Ракова-Воля, - Брушица — пос. Александров, - Брусс — с. Рокице, - Вискитно — с. Стефанов, - Господарж — пос. Ржгов, - Гурки — пос. Тушин, - Дзержонзна — с. Домбрувка, - Жеромин — с. Крушев, | - Лагевники — с. Лагевники, - Люцмерж — д. Люцмерж, - Накельница — с. Бружичка, - Новосольна — с. Новосольна, - Пучнев — с. Пучнев, - Радогош — с. Радогош, - Ромбень — д. Ромбень, - Ршев — пос. Константинов, - Хойны — с. Домбрувка, - Чарноцин — с. Чарноцин. |